# Гутенбергова Библија
Гутенбергова Библија или Библија у 42 реда је прва штампана књига у Европи, одштампана техником покретних слова Јохана Гутенберга. Текст Библије је на латинском језику (тзв. Vulgata: обична).

## ШтампањеБиблије у 42 реда
О Гутенберговом животу и раду поуздано се зна веома мало. Верује се да је Гутенберг штампао Библије у 42 реда око три године. Штампана је у две свеске на 641 листу, односно 1282 стране. Прва свеска садржи 324 а друга 317 листова. Свака страница има два ступца са по 21 редом, због чега се најчешће и назива Библија у 42 реда. Имитирајући ливеним словима ондашњи готички красопис, с лигатурама и скраћеницама, Гутенберг је за ово издање употребио 290 различитих знакова. Јохан Гутенберг је ово ремек дело штампарства завршио у Мајнцу, јула 1456. године. Књиге су одштампане у укупном тиражу од 185 примерака - 150 на папиру и 35 на пергаменту. До данас је сачувано 49 примерка, 12 на пергаменту и 37 на папиру). Свега 23 примерка је потпуно.
Пре овог револуционарног изума да би се довршила једна рукописна књига било је потребно готово исто толико времена колико је Гутенбергу требало да одштампа цео тираж. У својој верзији Библије Гутенберг је користио илуминације (живописи на средњовековним рукописима). Ручно је украшавао књиге минијатурама (ситним сликама) и иницијалима (Украсним почетним словима). Због тог ручног рада може се рећи да је сваки примерак његове Библије уникатан.
Одмах по изласку Библије из штампе Гутенберг се сукобио са својим партнером Јоханом Фустом и у судској парници изгубио штампарију.

### Библија у 36 редова
Верује се да је Гутенберг Библију штампао у две верзије: једну са 42 реда на страници а другу са 36 редова. Када се говори о Гутенбергово Библији мисли се најчешће на ону са 42 реда. Неки стручњаци, попут Рихарда Шваба и Томаса Кахила, сматрају да је Библија у 36 редова старија, односно да је Библија у 42 реда штампана касније. Библија у 36 редова изашла је из штампе 1457. године, у Бамбергу. Верује се да је њено штампање започео Гутенберг пре Библија у 42 реда, али је штампање прекинуто и настављено тек после разлаза са Фустом. Књигу је у потпуности завршио Гутенбергов помоћник Албрехт Пфилстер, који је основао своју штампарију и штампао књиге Гутенберговим словима.
Други стручњаци, као што је нпр. Рихард В. Клемент, сматрају да је Библија у 36 редова штампана први пут 1458. године, дакле после Библије у 42 реда, али је кориштен старији облик слова.

## Преостали примерциБиблије у 42 реда
Минхенска библиотекарка Илона Хубаи извршила је 1979. године попис свих постојећих копија Гутенбергове Библије у 42 реда. Она је идентификовала укупно 47 примерака и њихове власнике. Од објављивања ових резултата до данас идентификована су још два примерка, тако да данас у свету постоји 49 познатих примерака Гутенбергове Библије у 42 реда.
Аустрија (1)
- Национална библиотека Аустрије (Österreichische Nationalbibliothek) у Бечу, комплетна, штампана на папиру. (слике[мртва веза])

Белгија (1)
- Универзитетска библиотека (Bibliotheque Universitaire) у Монсу, само 1. део (Стари завет), штампана на папиру; 2. део (Нови завет) налази се у Библиотеци универзитета индијана. Други примерак, који се налазио на Католичком универзитету у Левену (Université catholique de Louvain) је уништен.

Ватикан (2)
- Ватиканска библиотека (Bibliotheca Apostolica Vaticana)
  - 1 непотпун примерак на папиру,
  - 1 непотпун примерак на пергаменту. (слике 1. дела, слике 2. дела)

Данска (1)
- Краљевска библиотека (Det Kongelige Bibliotek) у Копенхагену, само 2. део, штампана на папиру.

Јапан (1)
- Универзитет Кеио у Токиу, само 1. део, штампана на папиру, купљена у октобру 1987. за укупно 5,4 милиона долара.[7]

Немачка (13)
- Гутенбергов музеј (Gutenberg Museum) у Мајнцу 
  - 1. део, непотпун, на папиру.
  - 2. део, непотпун, на папиру.
- Регионална библиотека (Landesbibliothek) у Фулди, непотпуна, на пергаменту.
- Универзитетска библиотека (Universitätsbibliothek) у Лајпцигу, комплетна, на пергаменту.
- Државна и универзитетска библиотека Доње Саксоније  (Niedersächsische Staats-und Universitätsbibliothek) у Гетингену, комплетна, на пергаменту. (слике)
- Државна библиотека (Staatsbibliothek) у Берлину, непотпуна, на пергаменту.
- Државна библиотека Баварске (Bayerische Staatsbibliothek) у Минхену, комплетна, на папиру (слике 1. дела, слике 2. дела)
- Универзитетска библиотека Јохан Кристијан Сенкенберг (Universitätsbibliothek Johann Christian Senckenberg) у Франкфурту на Мајни, комплетна, на папиру.
- Регионална библиотека (Hofbibliothek) у Ашафенбургу, непотпуна, на папиру.
- Виртембершка државна библиотека (Württembergische Landesbibliothek) у Штутгарту, непотпуна, на папиру. (слике)
- Државна библиотека (Stadtbibliothek) у Триру, непотпун 1. део, на папиру.
- Регионална библиотека (Landesbibliothek) у Каселу, непотпун 1. део, на папиру.
- Дворац Готорф (Schloss Gottorf) у Шлезвигу, непотпун 1. део, на папиру.

Пољска (1)
- Библиотека Богословије (Seminarium Duchownego) у Пелпину, непотпуна, на папиру.

Португалија (1)
- Национална библиотека Португалије(Biblioteca Nacional de Portugal) у Лисабону, комплетна, на папиру.

Русија (2)
- Руска државна библиотека (Российская государственная библиотека) у Москви, комплетна, на папиру.
- Московски државни универзитет Ломоносов (Моско́вский госуда́рственный университе́т и́мени М. В. Ломоно́сова) у Москви, непотпуна, на пергаменту.

SAD (11)
- Конгресна библиотека (Library of Congress) у Вашингтону, комплетна, на пергаменту. слике
- Њујоршка Јавна библиотека (New York Public Library) у Њујорку, непотпун примерак, на папиру.
- Библиотека и музеј Морган (Morgan Library & Museum) у Њујорку
  - 1 непотпун примерак, на пергаменту,
  - 1 комплетан примерак, на папиру,
  - 1 непотпун примерак, на папиру. (слике)
- Библиотека Виденер (Widener Library) на универзитету Харвард у Кембриџу, Масачусетс, комплетан примерак, на папиру,
- Библиотека ретких књига и рукописа Беинеке (Beinecke Rare Book and Manuscript Library) на универзитету Јејл у Њу Хејвену, Конектикат, комплетан примерак, на папиру,
- Библиотека Шеид (The Scheide Library) на универзитету Принстон у Принстону, Њу Џерзи, штампана на папиру. (слике)
- Библиотека Лили (Lilly Library) на Универзитету Индијана у Блумингтону, Индијана, само 2. део (Нови завет). Први део налази се у Монсу. (слике)
- Хари Рансом Центар (Harry Ransom Humanities Research Center) на Тексашком универзитету у Остину, Тексас, комплетна, на папиру. (слике)
- Библиотека Хантингтон (Huntington Library) у Сан Марину, Калифорнија, комплетна, на пергаменту.

Уједињено Краљевство (8)
- Британска библиотека (British Library) у Лондону
  - 1 комплетан примерак на пергаменту. (слике[мртва веза])
  - 1 комплетан примерак на папиру. (слике[мртва веза])
- Библиотека дворца Ламбет (Lambeth Palace Library) у Лондону, само 2. део, на пергаменту.
- Библиотека Бодлиан (Bodleian Library) у Оксфорду, комплетна, на папиру. (слике 1. дела, слике 2. дела)
- Библиотека Универзитета у Кембриџу (Cambridge University Library) у Кембриџу, комплетна, на папиру.
- Библиотека Колеџа Итон (Eton College Library) у Итону, комплетна, на папиру.
- Библиотека Џона Рајланда (John Rylands Library) у Манчестеру, комплетна, на папиру.
- Национална библиотека Шкотске (National Library of Scotland) у Единбургу, комплетна, на папиру. (слике)

Француска (4)
- Француска национална библиотека (Bibliothèque nationale de France) у Паризу
  - један примерак потпуно очуван, штампана на пергаменту,
  - један непотпун примерак, штампан на папиру, садржи белешку књиговесца која датира из августа 1456.[8]
- Мазаренова библиотека (Bibliotheque Mazarine) у Паризу, комплетна, на папиру.
- Општинска библиотека (Bibliotheque Municipale) у Сент Омеру, непотпуна, на папиру.

Швајцарска (1)
- Библиотека Мартин Бодмер фондације (Bibliotheca Bodmeriana) у Колоњију, непотпуна, на папиру.

Шпанија (2)
- Покрајинска и универзитетска библиотека (Biblioteca Universitaria y Provincial) у Севиљи, непотпун 2. део, на папиру. (слике)
- Покрајински Јавна библиотека (Biblioteca Pública Provincial) у Бургосу, комплетна, на папиру.